# Calathea varians
Calathea varians là một loài thực vật có hoa trong họ Marantaceae. Loài này được (K.Koch & Mathieu) Körn. mô tả khoa học đầu tiên năm 1858.